# Nuez de Ebro
Nuez de Ebro és un municipi d'Aragó situat a la província de Saragossa i enquadrat a la comarca de Saragossa, a la depressió del riu Ebre.